# Йешилгёз-Зегериус, Дилан
Дилан Йешилгёз-Зегериус (нидерл. Dilan Yeşilgöz-Zegerius; род. 18 июня 1977, Анкара) — нидерландский политический и государственный деятель курдского происхождения. Член Народной партии за свободу и демократию. Министр юстиции и безопасности Нидерландов с 10 января 2022 по 2 июля 2024 года. Лидер Народной партии за свободу и демократию с 14 августа 2023 года. В прошлом — статс-секретарь Министерства экономики и климатической политики Нидерландов (2021—2022), член Второй палаты Генеральных штатов Нидерландов (2017—2021).

## Биография
Родилась 18 июня 1977 года в Анкаре, столице Турции. Её отец Юджел Йешилгёз (род. 1951), курд по происхождению, был профсоюзным деятелем левой Конфедерации революционных профсоюзов Турции. После государственного переворота в Турции 12 сентября 1980 года он бежал с семьёй из страны. Через Ирак и Иран он добрался до Нидерландов в 1984 году, когда Дилан было 7 лет. В Нидерландах он стал криминологом.
В 1991 году поступила в колледж Валлей в Амерсфорте. В 1997—2003 годах изучала культуру, организацию и менеджмент в Амстердамском свободном университете.
В 2004—2006 годах — сотрудник Научного бюро исследований и статистики общины Амерсфорт. В 2006—2014 годах — консультант муниципального совета Амстердама по безопасности и страхованию, участвовала в различных политических проектах. Сперва была членом Социалистической партии в Амерсфорте, писала для молодёжки Партии труда и волонтёрила для Зелёных левых.
В 2004—2010 годах — специалист Amnesty International. В 2008—2011 годах член правления общественной некоммерческой организации SAVAN (Stichting Audiovisuele Antropologie Nederland).
С 2010 года — член Народной партии за свободу и демократию.
По результатам муниципальных выборов 2014 года избрана депутатом городского совета Амстердама от Народной партии за свободу и демократию.
По результатам парламентских выборов в 2017 году избрана членом Второй палаты Генеральных штатов Нидерландов от Народной партии за свободу и демократию. Переизбрана на выборах 2021 года.
25 мая 2021 года назначена статс-секретарём в Министерстве экономики и климатической политики Нидерландов в третьем кабинете Рютте.
10 января 2022 года назначена министром юстиции и безопасности Нидерландов в коалиционном четвёртом кабинете Рютте, сформированном по результатам парламентских выборов 2021 года.
12 июля, через два дня после отставки Марка Рютте, Йешилгёз-Зегериус выдвинула свою кандидатуру на пост следующего лидера VVD. На следующий день правление партии официально выдвинуло ее на эту должность. 14 августа она официально стала лидером партии ВВД.

## Личная жизнь
Живёт в Амстердаме. В 2014 году вышла замуж за Рене Зегериуса (René Zegerius), сотрудника департамента здравоохранения Амстердама.